# Elezioni governatoriali in California del 2010
Le elezioni governatoriali in California del 2010 si svolsero il 2 novembre per eleggere il governatore della California.
Il governatore uscente, il repubblicano Arnold Schwarzenegger, non poté ricandidarsi a causa di una legge della California del 1990 che vieta più di due mandati consecutivi per la stessa carica. A sfidarsi furono quindi il democratico Jerry Brown e la repubblicana Meg Whitman: la corsa elettorale fu vinta da Jerry Brown.

## Risultati
| Candidati              | Partiti              | Voti       | %    |
| ---------------------- | -------------------- | ---------- | ---- |
| Jerry Brown            | Partito Democratico  | 5.428.149  | 53,8 |
| Meg Whitman            | Partito Repubblicano | 4.127.391  | 40,9 |
| Chelene Nightingale    | American Independent | 166.312    | 1,7  |
| Dale Ogden             | Partito Libertario   | 150.895    | 1,5  |
| Laura Wells            | Verdi                | 129.224    | 1,2  |
| Carlos Alvarez         | Pace e Libertà       | 92.851     | 0,9  |
| Cassandra A. Lieurance | Indipendente         | 285        | 0,0  |
| Lea Sherman            | Indipendente         | 43         | 0,0  |
| Rakesh Kumar Christian | Indipendente         | 13         | 0,0  |
| Nadia B. Smalley       | Indipendente         | 8          | 0,0  |
| Hugh Bagley            | Indipendente         | 4          | 0,0  |
| Rowan Millar           | Indipendente         | 4          | 0,0  |
| Jacob Vangelisti       | Indipendente         | 4          | 0,0  |
| Anselmo A. Chavez      | Indipendente         | 2          | 0,0  |
| Totale                 | Totale               | 10.095.185 |      |

## Primarie

### Partito Repubblicano
| Candidati          | Voti      | %    |
| ------------------ | --------- | ---- |
| Meg Whitman        | 1,529,534 | 64,4 |
| Steve Poizner      | 632,940   | 26,7 |
| Lawrence Naritelli | 54,202    | 2,3  |
| Robert Newman      | 38,462    | 1,7  |
| Ken Miller         | 36,609    | 1,5  |
| Bill Chambers      | 34,243    | 1,4  |
| Douglas Hughes     | 26,085    | 1,0  |
| David Tully-Smith  | 24.978    | 1,0  |
| Steven Paul Mozena | 26        | 0,0  |
| Totale             |           |      |

### Partito Democratico
| Candidati        | Voti      | %    |
| ---------------- | --------- | ---- |
| Jerry Brown      | 2.021.189 | 84,4 |
| Richard Aguirre  | 95.596    | 4,0  |
| Charles Pineda   | 94.669    | 4,0  |
| Vibert Greene    | 54.225    | 2,3  |
| Joe Symmon       | 54.122    | 2,3  |
| Lowell Tesoro    | 39.930    | 1,6  |
| Peter Schurman   | 35.450    | 1,4  |
| Nadia B. Smalley | 106       | 0,0  |
| Totale           |           |      |